# 猪生产学

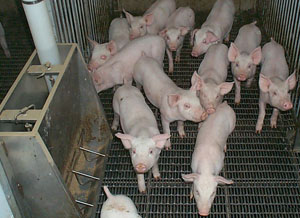
养猪场的约克夏仔猪

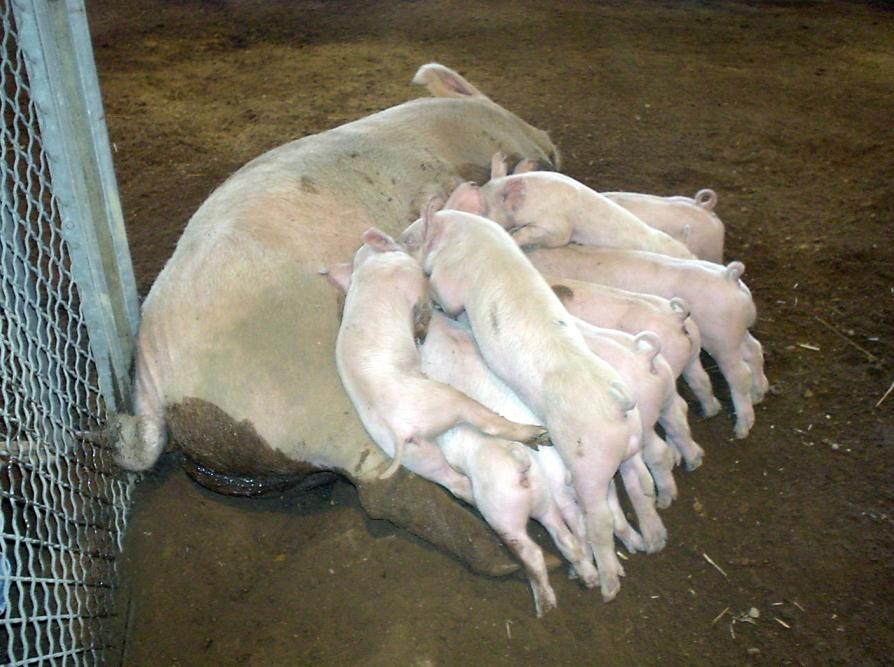
一头大白母猪正在哺乳小猪

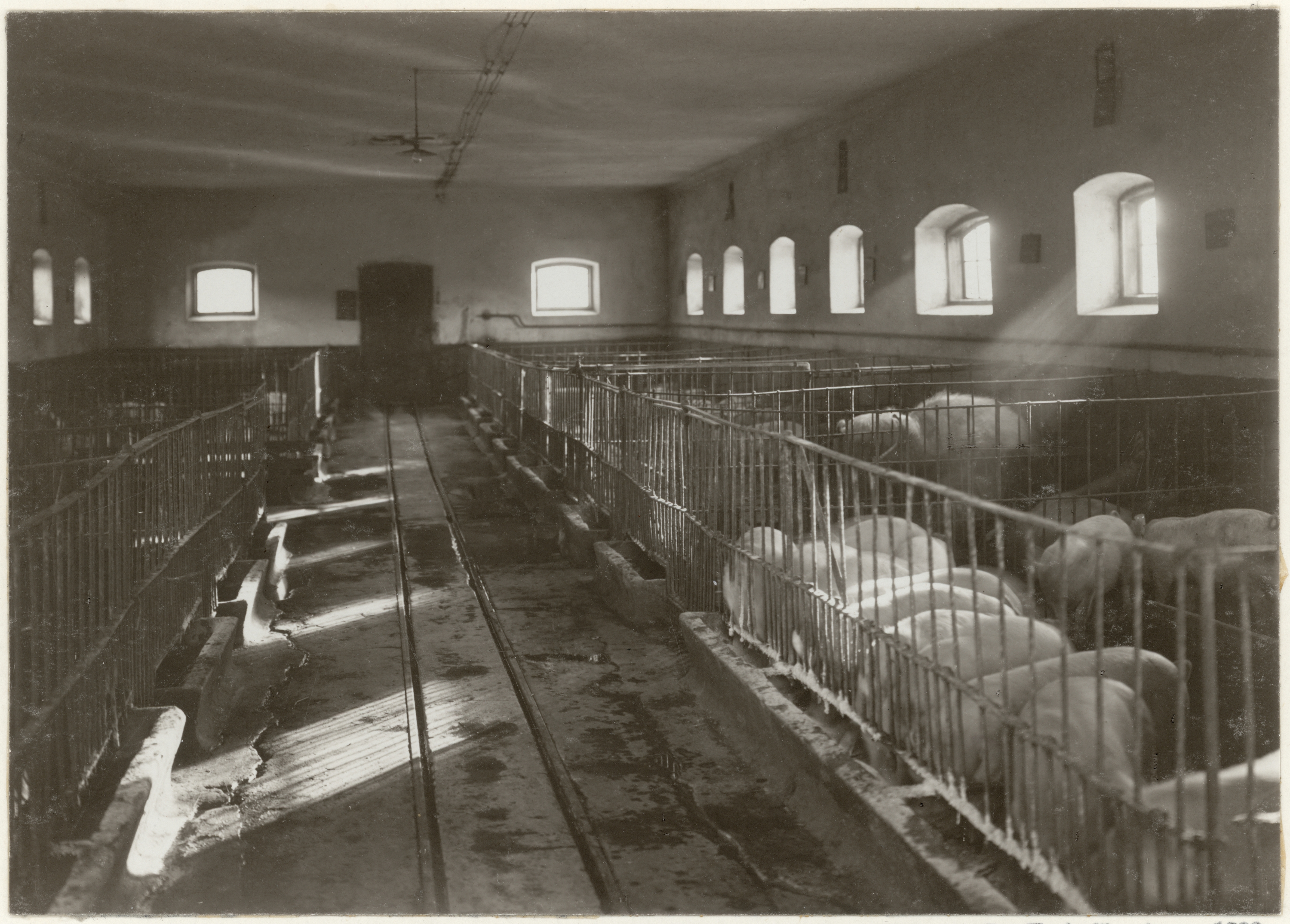
1911年，在瑞士比耶卡萨比城堡的养猪场的内部。

猪生产学是动物科学的一个重要分支，主要研究养猪生产中的各种理论和技术。在過去，小型家庭農場常常將豬養在豬圈當中，家庭農場通常也不會專門養豬；但在現代，豬隻經常養在大型、專門養豬的養豬場內，本文介紹的是關於現代養豬的一些相關知識。

## 养猪生产情况

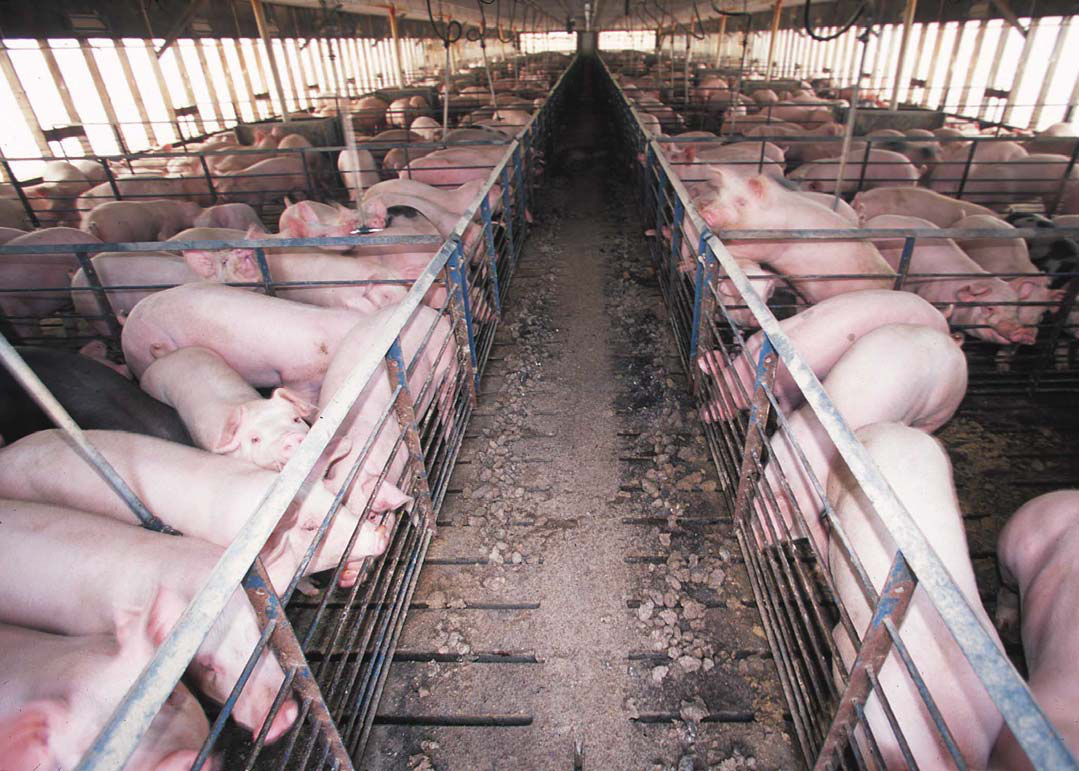
美国的某养猪场

- 世界养猪生产的情况

根据FAO的统计，2005年全世界的猪肉产量为105,046.36千吨。在全球範圍內，豬也是僅次於雞和鴨，最常被屠宰取肉的動物，在2013年，全球有超過14億五千萬隻豬被屠宰取肉。
- 中国养猪生产的情况

中国是养猪第一大国，2005年中国生猪存栏占全世界产量的50.90%。 根据中国农业部的统计，中国2005年末和2006年末的生猪存栏分别为503,348千头和494,407千头。 而中国2005年末和2006年末的生猪出栏数分别为660,986千头和680,504千头。中国2005年末和2006年末的猪肉产量分别为50,106千吨和51,972千吨，分别占肉类总产量的64.71%和64.55%。
中国目前养猪户仍以散养户为主。在中国，99.73%的养猪户年出栏量低于1,000头，却提供了全国猪肉的80.2%。中国2012年人均猪肉消费量为38.7kg，相当于2009年奥地利和香港的59%，德国的71%，台湾的93%。
- 台湾养猪业

生猪存栏数约600万头，年屠宰头数1000万头左右，人均占有猪肉60kg，人均消费猪肉40kg。每头母猪年提供商品猪14头。养殖规模户均千头以上。
- 美国养猪生产的情况

在美国，养猪业总量仅为中国的五分之一。散养户的养殖数量不低于200头，这类养猪场约占美国猪场的65%。年出栏量低于1,000头的养殖场占85%，但产量不到全美国的1%。
- 丹麦

世界最大的猪肉出口国家。年产商品猪2200万头，80%出口。是日本猪肉的主要进口来源地。

## 猪的经济类型

### 食用
根据食用习惯和市场需求的不同，一般可分为脂肪型、瘦肉型和肉脂兼用型。
- 脂肪型

也称脂用型。此类型所产脂肪较多，中国多数本地品种均属于此类型。
- 瘦肉型

也称肉用型。这种猪屠宰后的瘦肉较多，脂肪较少。长白猪、约克夏猪、杜洛克猪和汉普夏猪都属于此类型。中国的《瘦肉型猪品种(系)鉴定和验收标准》规定瘦肉型猪的胴体瘦肉率应在55%以上，平均膘厚3.0cm以下。
- 肉脂兼用型

也称兼用型。这种类型介于脂肪型和瘦肉型之间。

### 工業
豬隻的各部份也可以加工，作為各項用品的製作原料。
- 豬腺體：

可加工用於製造藥物；
- 豬脂肪：

可加工用於製造炸藥、肥皂、蠟燭；
- 豬骨骼：

可加工用於製造膠水、骰、鈕扣、瓷器；
- 豬軟骨：

可加工用於製造雪糕添加劑、膠卷、膠囊；
- 豬皮：

可加工用於製造體育用品、移植皮膚；
- 豬毛：

可加工用於製造豬鬃毛刷、床褥、汽車坐墊、降落傘坐墊、棒球手套；
- 豬蹄：

可加工用於製造石膏緩凝劑；
- 豬血：

可加工用於製造鞋油、肥料；
- 豬腸：

可加工用於製造油灰（玻璃膩子）；

## 猪的疾病

### 常見病毒性疾病
- 豬瘟
- 口蹄疫
- 非洲猪瘟
- 豬傳染性胃腸炎
- 伪狂犬病
- 猪繁殖和呼吸障碍综合征（蓝耳病）
- 猪圆环病毒
- 肠病毒
- 日本乙型脑炎
- 猪流行性腹泻
- 猪细小病毒
- 狂犬病
- 腺病毒
- 蓝眼病

### 常見細菌性疾病
- 副猪嗜血杆菌病
- 胸膜肺炎
- 豬丹毒
- 豬萎縮性鼻炎
- 布鲁氏杆菌病
- 附红细胞体病
- 豬赤痢
- 早發性大腸桿菌病
- 副傷寒

## 猪场建设
- 猪场选址

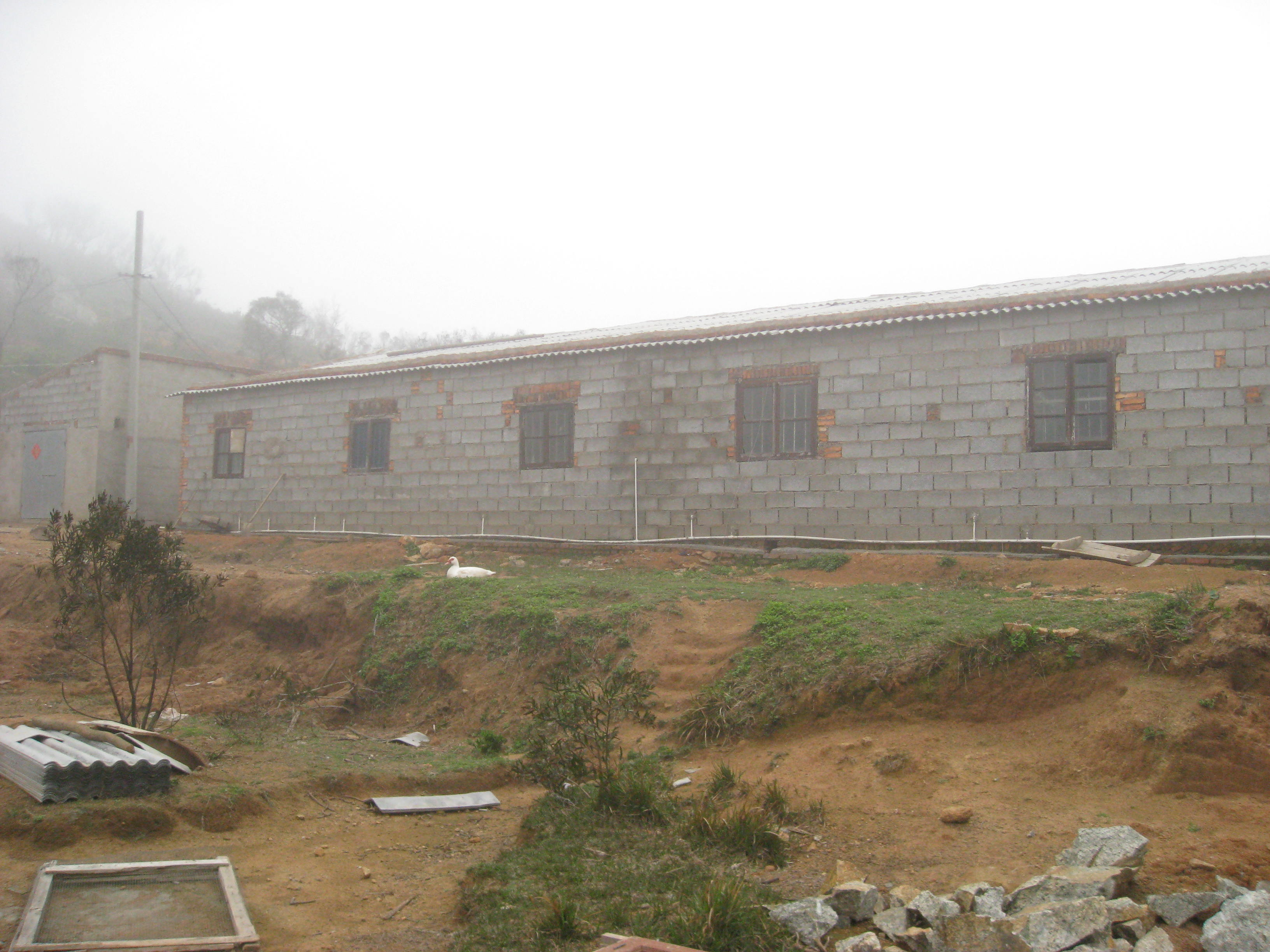
中国福建省的一个小猪场

  - 新猪场需要远离其它养殖场及交通要道，并处于上风区。

- 猪场规划
  - 一个独立猪场的规模一般不宜超过5万头[10]。太大的猪场一旦暴发传染病，很难得到控制。

- 猪舍建筑

- 废弃物处理

- 猪舍环境控制

## 猪各阶段饲养技术

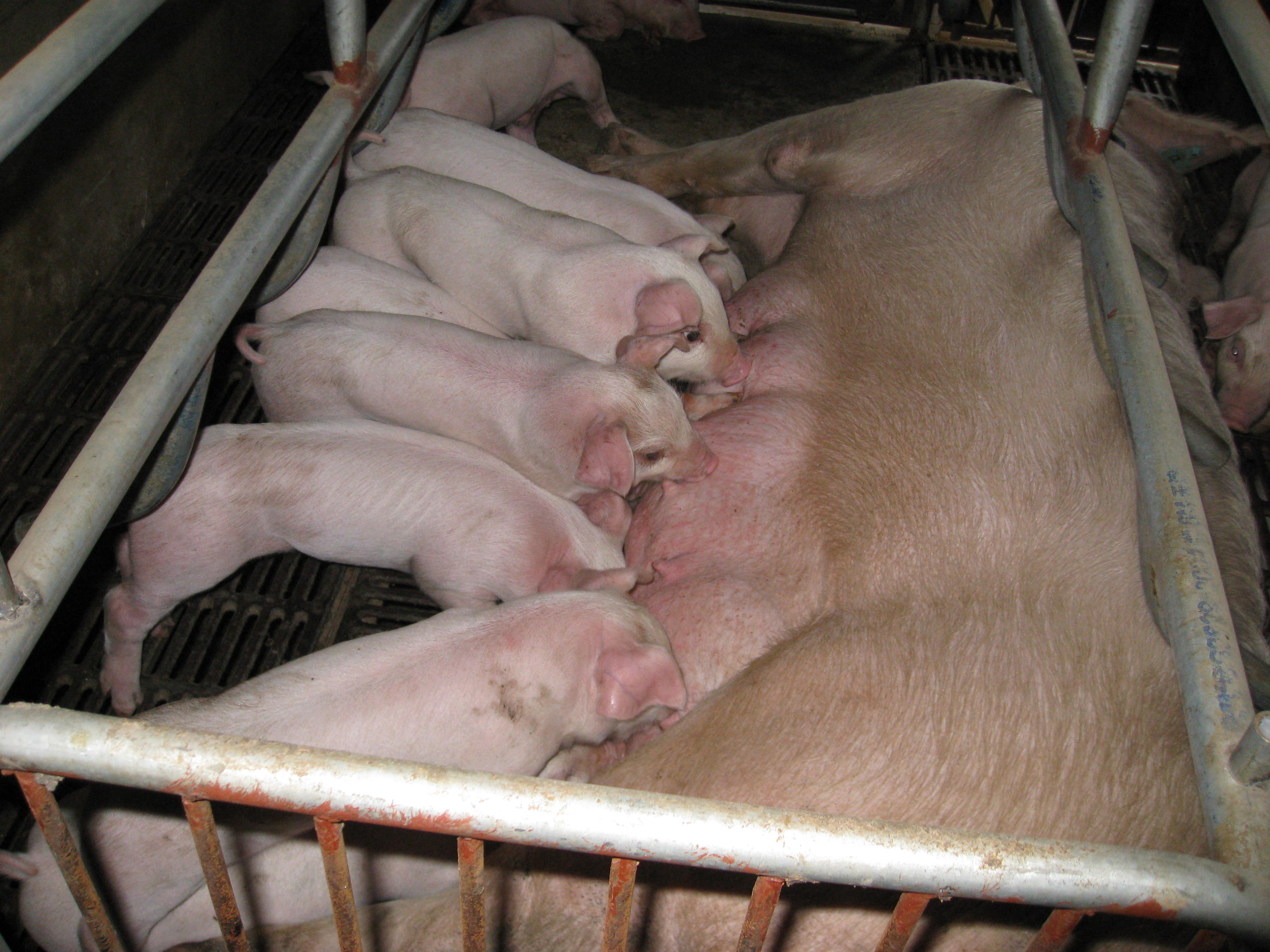
产床上的哺乳母猪和哺乳仔猪

养猪生产中根据猪在不同生长过程的营养需要和管理要求，一般将猪分为哺乳仔猪、保育猪、育肥猪、后备猪（包括后备公猪和后备母猪）、生产公猪、生产母猪（分为妊娠母猪、哺乳母猪和空怀母猪）。
- 青年母豬
- 哺乳仔猪
- 保育猪
- 育肥猪
- 后备公猪
- 后备母猪
- 生产公猪
- 生产母猪

## 猪场管理技术

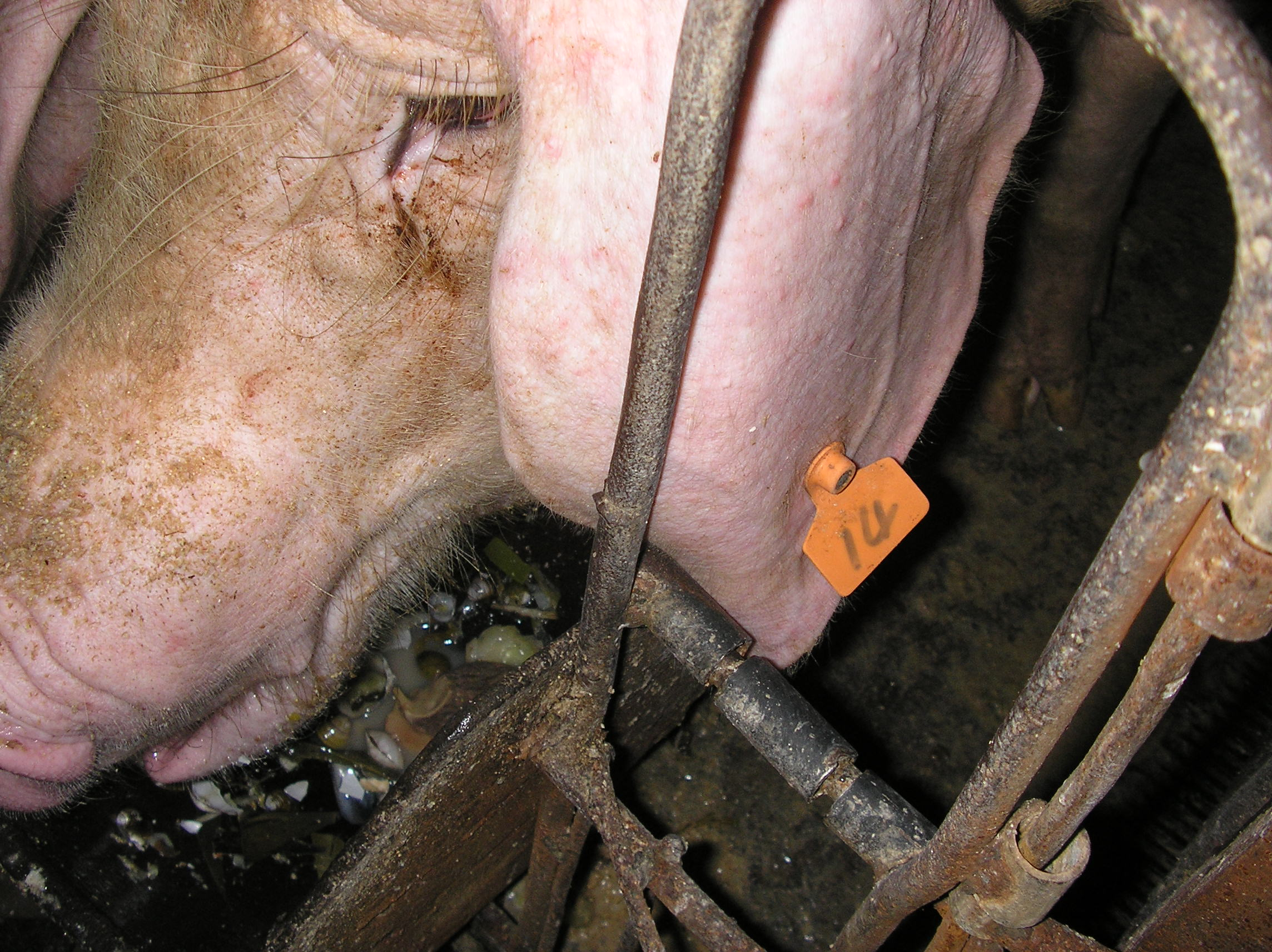
一头打上耳标的母猪

- 动物标记体系

目前通常使用普通的动物耳标对不同的猪只进行标记管理。近年发展起来的RFID技术也引起了不少人的关注。
- 猪场信息化管理

现在，多数大规模的猪场均已经配套相应的猪场管理软件对养猪生产进行管理。

## 猪场生物安全
在养猪生产中，生物安全是最为重要的问题之一。

### 可能存在的危害
- 鼠害

老鼠是重要的传染源，因此猪场的灭鼠工作也极为重要。
- 蚊子

蚊子也是许多病毒的携带者，尤其在夏季。

### 常见措施
- 避免饲养其它动物

一般猪场内应避免饲养其它动物，如反刍动物、家禽、猫等，以减少病原的传播。
- 控制人员出入

应严重控制人员的进出，尤其要减少外来人员及车辆的进入。
- 严格消毒

主要有日常消毒、物品消毒及进口人员的消毒。
- 全进全出

在实际生产中，常对整个猪场/猪舍的猪整批同时转入或转出。这样做的目的是避免不同批次的猪之间造成传染。

### 专业期刊
- （繁體中文）《现代养猪》杂志 （页面存档备份，存于）

- （英文）《国际养猪》杂志（Pig International）
- （英文）《国家猪农》杂志(National Hog Farmer) （页面存档备份，存于）
- （英文）《养猪进展》（Pig Progress） （页面存档备份，存于）

### 相关机构
- （日語）
- （日語）日本養豚生産者協議会  （页面存档备份，存于）
- （英文）National Swine Registry （页面存档备份，存于）
- （英文）STAGES(Swine Testing And Genetic Evaluation System)
- （英文）美国国家猪改良联合会（National Swine Improvement Federation） （页面存档备份，存于）

### 在线手册
- （繁體中文）豬經濟性狀測定與品種改良 （页面存档备份，存于）
- （英文）猪育种手册（Swine Genetics Handbook）
- （英文）猪改良程序指南（Swine Improvement Program Guidelines）

### 专业网站
- （英文）英国国际猪网 （页面存档备份，存于）
- （简体中文）猪e网 （页面存档备份，存于）
- （简体中文）英国国际猪网

### 新聞
- 猪糞能源 （页面存档备份，存于）